# Superdry
Superdry plc (estilizada como SUPERDRY®冒険魂) es una empresa británica de ropa, propietaria de la marca Superdry. Sus productos combinan el estilo tradicional de la cultura estadounidense con diseños de inspiración japonesa.
Fundada en 2003, en sus años de apogeo sus artículos de moda informal, vendidos en 157 países, se convirtieron en un popular símbolo de estatus. La firma vendía su ropa a precios altos, bajo el lema "la marca de moda más popular en la calle principal". Sin embargo, a partir de 2024, una serie de años con problemas internos y caída de ventas han supuesto un periodo turbulento que ha amenazado la supervivencia del negocio. La compañía fue excluida de la Bolsa de Valores de Londres en julio de 2024.

## Historia

### 2003-2011: Creación y ascenso meteórico

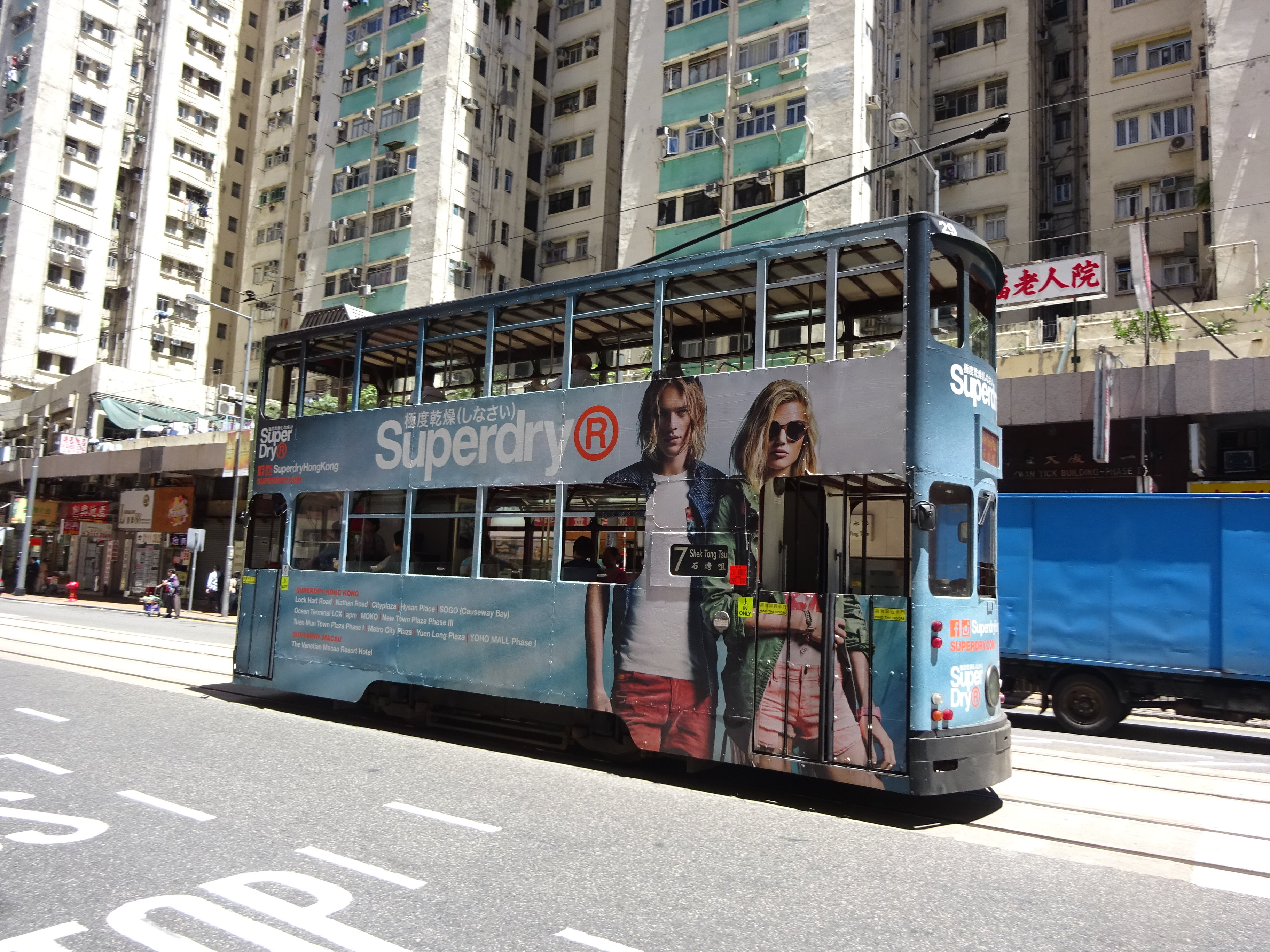
Anuncio de Superdry en un tranvía de Hong Kong

La marca de ropa "Cult Clothing Co" fue fundada por Ian Hibbs y Julian Dunkerton en Cheltenham en 1985. Durante este período, Dunkerton conoció a James Holder, quien en ese momento dirigía la marca de ropa para skate Bench. En 2003, unieron fuerzas con el empresario Theo Karpathios para fundar Superdry, abriendo la primera tienda de la firma en Covent Garden (Londres) en 2004. La compañía recibió su nombre después de que los fundadores "recogieran «toneladas» de envases de alimentos y de tiendas" en Tokio, muchos de los cuales tenían nombres que comenzaban con "Super". Curiosamente, a pesar de las letras japonesas distintivas de la marca, Superdry nunca se ha expandido a Japón. Los productos de la firma siguen criterios veganos.
Los siguientes años vieron un ascenso meteórico de Superdry, ya que ganó reputación como una marca de ropa codiciada y de alto estatus. Entre las celebridades vistas usando ropa de Superdry figuraban Leonardo DiCaprio, Pixie Lott y Kate Winslet. David Beckham fue un notable usuario de la marca en sus primeros años, y el futbolista aparecía regularmente fotografiado con ropa de Superdry. Cuando Beckham fue fotografiado con una chaqueta de cuero Brad de Superdry en 2007, la demanda del artículo se disparó. Para 2009, se habían vendido más de 70.000 chaquetas de cuero Brad, con pedidos para otras 25.000. La popularidad de la chaqueta de cuero Brad llevó a Primark a lanzar una chaqueta muy similar, y Superdry emprendió acciones legales contra la marca rival, llegándose a un acuerdo extrajudicial. Superdry fue descrita por algunos como una versión británica de Abercrombie & Fitch, aunque los críticos sugirieron que la fuerte dependencia de la venta de sudaderas exponía a la empresa al riesgo de caer en la trampa de las modas en constante evolución. Superdry invirtió mucho en la publicidad de sus productos.
Con Theo Karpathios como director, se llevó a cabo una expansión nacional y luego global de la firma. En 2009 fue descrita por The Guardian como "una de las marcas de más rápido crecimiento en el Reino Unido". El rápido ascenso de la compañía la convirtió en un fenómeno de masas. La empresa salió a la Bolsa de Londres en marzo de 2010, convirtiéndose en una de las favoritas del mercado tras cotizar a 5 libras y alcanzar las 18,98 libras a principios de 2011. La rápida expansión llevó a Superdry a alcanzar 76 tiendas y 74 concesiones en el Reino Unido, así como otras 116 en el extranjero en 2011.

### 2011-2020: Problemas, discrepancias y declive

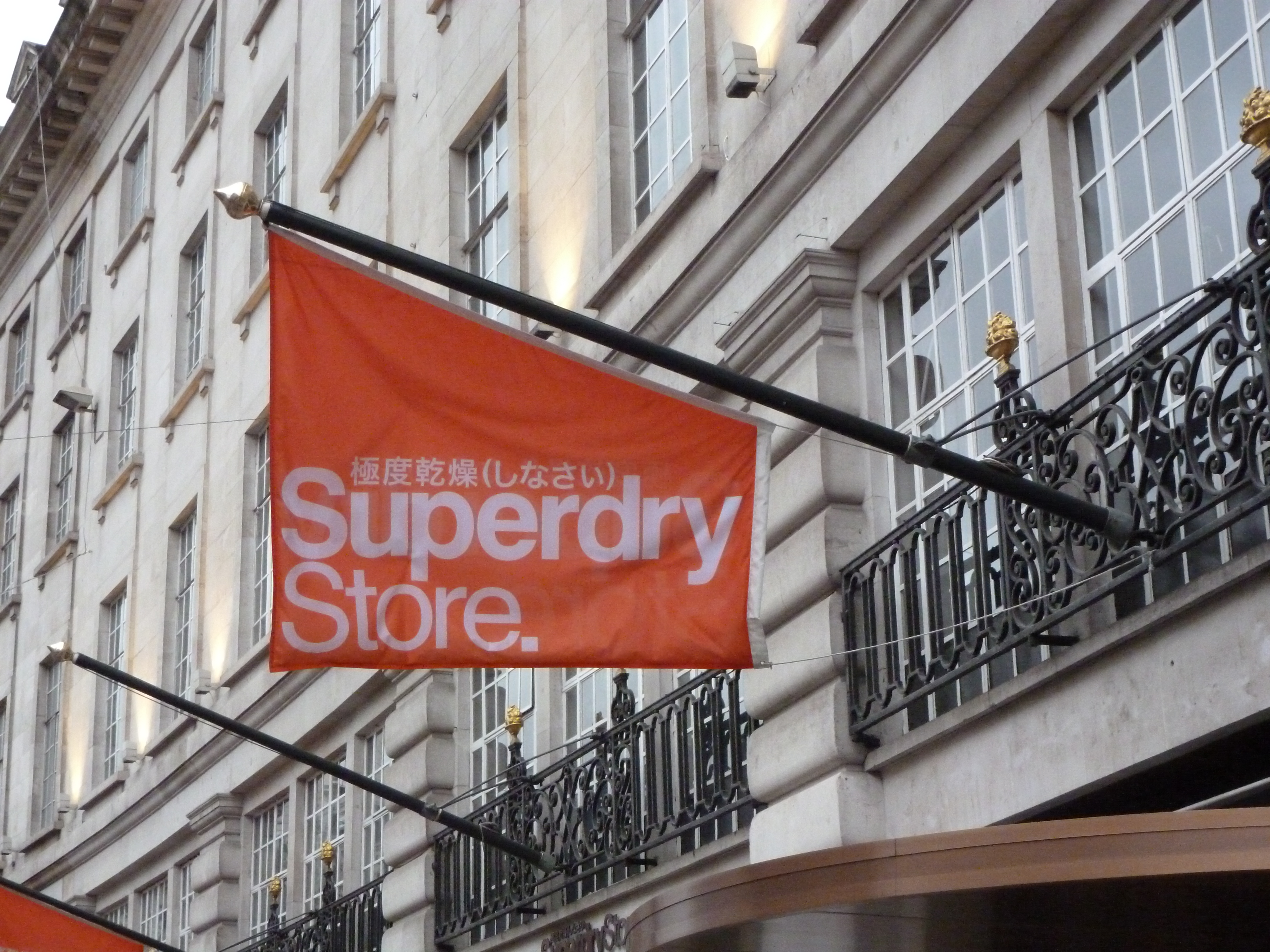
Bandera dee la tienda de Superdry en Regent Street (Londres)

En la segunda mitad de 2011, tras años de rápida expansión, Superdry experimentó sus primeras dificultades, con un crecimiento de las ventas inferior al ritmo de expansión. La ralentización de las ventas obligó a la empresa a revisar sus planes de 2012 de abrir 20 tiendas más. Para 2012, todas las tiendas de la marca "Cult Clothing" de Dunkerton habían cambiado su nombre a Superdry. A principios de 2012, Superdry emitió una advertencia sobre sus beneficios y el precio de las acciones se desplomó a 2,92 libras, desde un máximo de 15,84 libras en febrero de 2011. En agosto de 2012, el cofundador y director de la empresa, Theo Karpathios, dimitió. El 22 de octubre de 2014, se anunció que Dunkerton había dimitido como director ejecutivo de Superdry y había sido sustituido por Euan Sutherland, exdirector ejecutivo de The Co-operative Group.
En 2015, se informó que la compañía tuvo unos meses difíciles. Se anunció que convertirían al actor Idris Elba en la imagen de una nueva línea de ropa prémium, y el director ejecutivo Sutherland declaró: "Idris Elba personifica lo que somos: británicos, con los pies en la tierra y con estilo". En febrero de 2016, el fundador de la marca, Dunkerton, vendió cuatro millones de acciones a 12 libras cada una (por un total de 48 millones de libras), pero se mantuvo como el mayor accionista con una participación del 27 % en el grupo. A mediados de 2017, The Guardian informó que Superdry era un gran beneficiario de la salida del Reino Unido de la Unión Europea, con un aumento de las ventas del 42,9 %, hasta alcanzar casi los 250 millones de libras, y un aumento del 20,6 % en las ventas minoristas, hasta los 501,6 millones de libras. The Guardian informó que, con el 60% de sus ventas en el extranjero, Superdry se había beneficiado de la caída de la libra esterlina desde el referéndum del Brexit de junio de 2016, con una caída del 12% de la libra esterlina frente al dólar estadounidense. Las ventas de Superdry aumentaron un 42,9% hasta alcanzar casi 250 millones de libras. Las ventas minoristas aumentaron un 20,6% hasta 501,6 millones de libras. También se mencionó el éxito de la colaboración de la compañía con Idris Elba. A finales de 2017, las acciones de Superdry alcanzaron su máximo histórico, superando las 19 libras por acción.

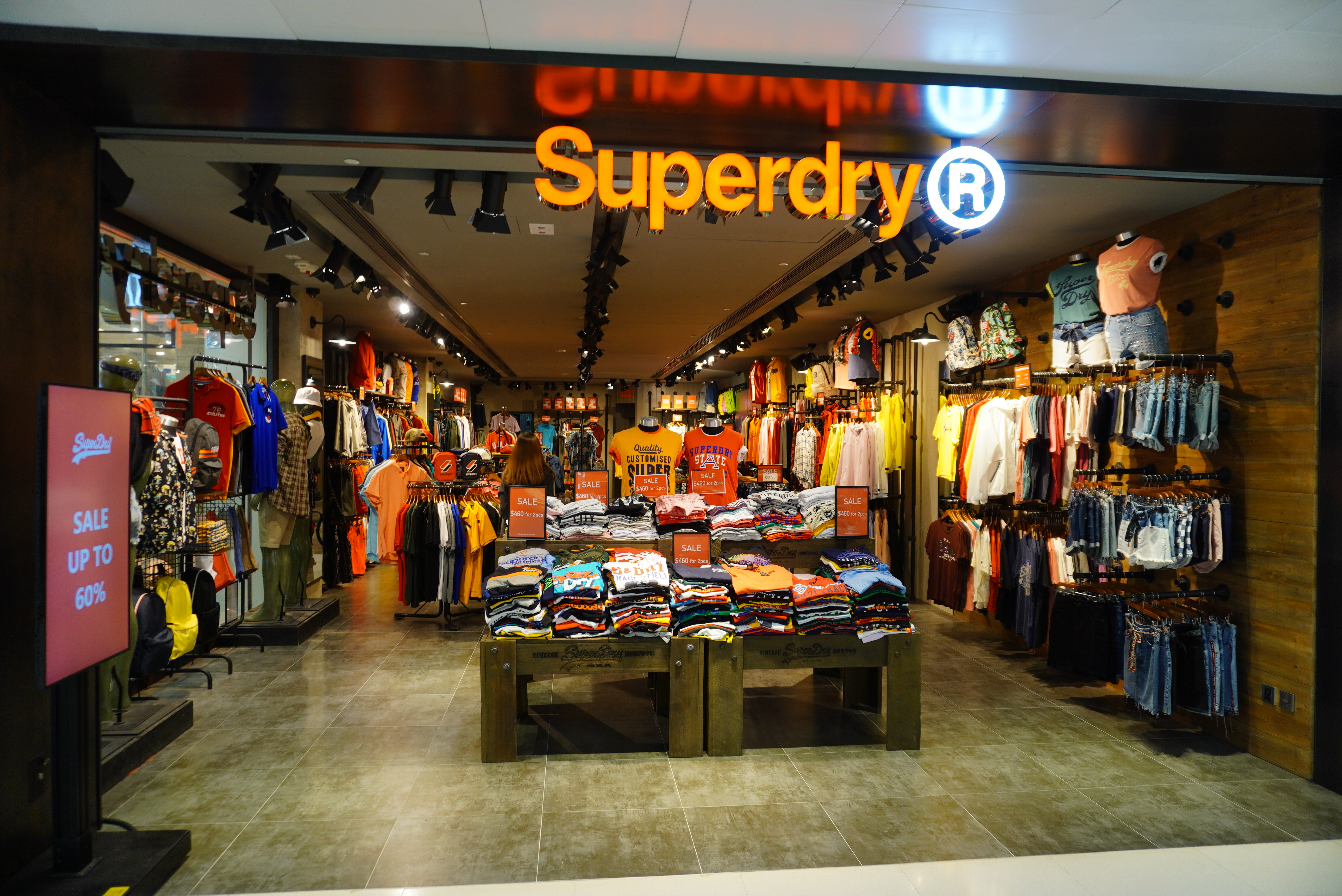
Tienda de Superdry en Hong Kong

El 8 de enero de 2018, SuperGroup plc cambió su nombre a Superdry plc. En 2018, la compañía estaba valorada en 1700 millones de libras. Sin embargo, a partir de 2018, se informó ampliamente de que la compañía estaba experimentando problemas y una disminución de las ventas. A finales de 2018, las acciones de Superdry cotizaban a 4,67 libras, menos de una cuarta parte de su nivel del año anterior. En abril de 2019, Dunkerton ganó su candidatura para ser reincorporado al consejo de administración de la compañía. Sin embargo, su regreso provocó la dimisión del presidente de la compañía, Peter Bamford, y de la mayor parte del consejo. En octubre de 2019, tras un periodo como director ejecutivo interino desde abril de 2019, Dunkerton fue nombrado director ejecutivo permanente, a pesar de haberse comprometido a nombrar a un nuevo director ejecutivo. Dunkerton se propuso poner en práctica su estrategia para revertir el declive de la marca, rescindiendo un acuerdo de licencia de calzado con Pentland, cancelando una línea de ropa infantil prevista y expresando su deseo de centrarse en las chaquetas y sudaderas con capucha por las que la marca es conocida.
En declaraciones a Retail Gazette en enero de 2020, Hilary Collins, fundadora de Big Wave PR, declaró: "Los creadores de tendencias solían querer lucir la última sudadera o abrigo de Superdry, pero en los últimos años, sus suéteres han sido usados por mamás y papás en sus compras al supermercado, no por quienes se preocupan por el estilo". La excesiva diversificación de la marca, con el lanzamiento de líneas como botellas de agua, estuches, relojes y memorias USB, también se mencionó como un factor que agudizó el declive de la marca. Además, la dependencia de Superdry del nombre, en lugar de la calidad y el diseño, y su posicionamiento como una marca prémium cuando los consumidores no compartían esa percepción, generó confusión sobre por qué la ropa de la marca era tan cara. La estrategia de Dunkerton de centrarse en las ventas a precio elevado provocó que la cadena experimentara una disminución de las ventas durante el período navideño de 2019, ya que otras marcas redujeron los precios. En marzo de 2020, las acciones de Superdry cayeron a 1,07 libras por acción.

### 2021-presente: agitación y futuro incierto
En octubre de 2020, Superdry lanzó otra colección con Idris Elba. Sin embargo, la segunda colección de Elba Superdry no alivió significativamente los problemas de la compañía. En enero de 2021, la firma advirtió sobre la "incertidumbre y la disrupción continuas", que atribuyó al COVID-19, y el impacto de los continuos cierres de tiendas, que provocaron una fuerte caída en las ventas. No obstante, la compañía afirmó estar en una posición sólida para recuperarse. Tras algunos indicios de recuperación en las ventas, las acciones de Superdry subieron a 4,31 libras por acción en junio de 2021, aunque posteriormente experimentaron una caída. En septiembre de 2023, la cotización de las acciones de la compañía en la Bolsa de Valores de Londres se suspendió temporalmente tras un retraso en una auditoría. Con la flexibilización de las medidas contra la COVID-19 en la segunda mitad de 2021, Superdry parecía estar resurgiendo con fuerza, con un aumento del 21% en las ventas y el anuncio de una nueva tienda insignia en Oxford Street, Londres. En ese momento, la marca también anunció un acuerdo de 1 millón de libras esterlinas por 12 meses con Brooklyn Beckham como embajador de la marca. Al anunciar la colaboración con Beckham en la tienda insignia de Superdry en Oxford Street, Dunkerton declaró: "Como empresa, queremos generar un cambio positivo para las generaciones presentes y futuras, una generación a la que Brooklyn se dirige". Beckham subió fotos suyas con ropa de Superdry a su cuenta de Instagram, pero el uso de productos animales en sus vídeos de cocina en línea provocó un supuesto conflicto de intereses con los valores veganos de Superdry, y su contrato fue rescindido después de tan solo 8 meses.

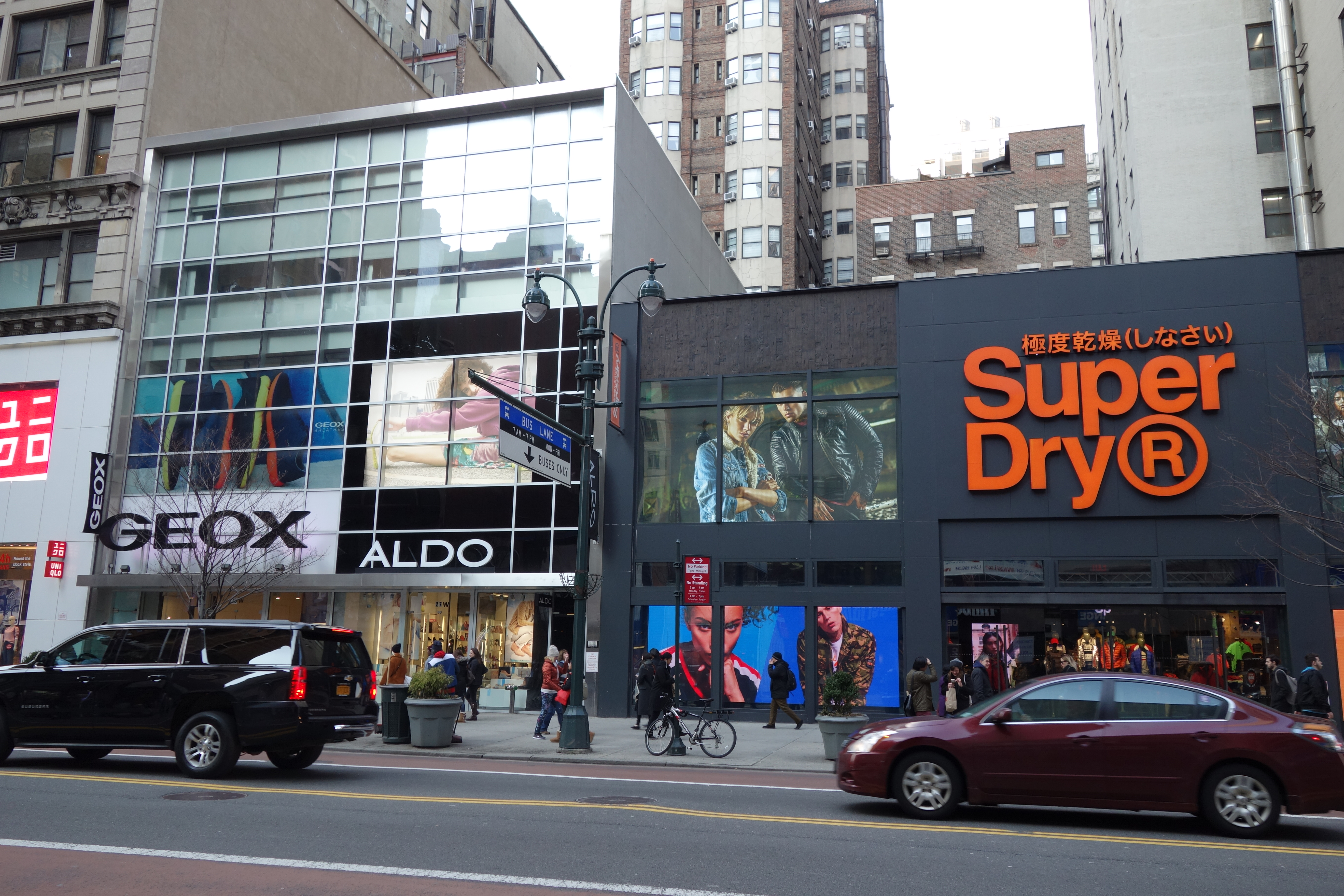
Tienda de Superdry en Nueva York

En 2022, la empresa experimentó una recuperación tras la epidemia del Covid, registrando un beneficio de 22,4 millones de libras. Sin embargo, en 2023, registró una pérdida de 148 millones de libras, indicando que esperaba ventas lentas para el año, atribuyéndolo al mal tiempo, la volatilidad de las condiciones comerciales y a la crisis económica. En 2023, la empresa obtuvo varios préstamos, incluyendo un descubierto de 25 millones de libras con el especialista en reestructuración Hilco, e instauró una campaña de reducción de costes de 35 millones de libras que incluyó despidos en la sede central y la venta de los derechos de su marca en algunos países de Asia Pacífico en un acuerdo de 50 millones de dólares (39 millones de libras) con la firma surcoreana Cowell Fashion Company. En enero de 2024, tras una caída de las ventas del 23,5 % respecto al año anterior, hasta los 219,8 millones de libras (260 millones de euros), se informó que la empresa estaba considerando iniciar un proceso legal de insolvencia. En 2023, la empresa fue valorada en 40 millones de libras, una cifra muy inferior a la del máximo de 1700 millones de libras de valoración en 2018.
A finales de enero de 2024, se anunció la dimisión del director financiero, Shaun Wills, convirtiéndose en el cuarto director financiero en abandonar la empresa en los turbulentos cinco años previos. La salida de Wills, tras su segunda etapa en la empresa en dificultades, se produjo en un momento en el que, según se informa, la empresa estaba "luchando por reavivar el interés de los consumidores por la marca" y, según se informa, iniciando negociaciones para vender sus derechos de marca en EE. UU. y Oriente Medio. La empresa se ha comprometido a ahorrar 40 millones de libras en el ejercicio de 2024, y a embarcarse en un programa de reestructuración radical, que incluye el cierre de tiendas y despidos, tras consultar con Pricewaterhouse Coopers. A finales de enero, las acciones de la compañía, que habían perdido casi el 89% de su valor en los 12 meses anteriores, subieron un 0,7% a 17 peniques. En 2024, la empresa contaba con 3350 empleados y más de 215 tiendas en todo el mundo.
Los problemas con los que se enfrenta Superdry han sido comparados con los problemas de otros minoristas de moda, como Ted Baker, French Connection, Hunter Boot Ltd, Farfetch y Matches Fashion, todos ellos inmersos en serios problemas financieros o en concurso de acreedores. El futuro incierto de Superdry también se harelacionado con la situación de otros minoristas del Reino Unido fallidos, como The Body Shop, inmersa en un proceso de administración judicial a principios de 2024, y Lloyds Pharmacy, en liquidación a principios de 2024. El propio papel de Dunkerton en las luchas de poder en el seno de la compañía también ha estado bajo escrutinio, con su papel como CEO y la estrategia para revivir la compañía en crisis que hasta ahora no ha producido el cambio deseado. El propio Dunkerton ha expresado repetidamente su convicción de ser la persona indicada para cambiar el rumbo de Superdry, aunque admite que los últimos años han sido "turbulentos" para la marca. En esos años, varias tiendas Superdry cerraron, incluso en Cheltenham, la ciudad natal de la compañía.
Superdry ha sido criticada por precios desfasados con el estatus de la marca, la incertidumbre sobre lo que representa, y su posición en el mercado. La marca se ha alejado de las letras japonesas, ofreciendo ropa con y sin escritura japonesa. Se ha descrito comúnmente que Superdry "se ha pasado de moda". Un artículo de The Observer de 2023 mencionaba a críticos que sugerían que Superdry era una marca para "papás" "irrecuperable".
A finales de marzo de 2024, se anunció que la oferta pública de adquisición propuesta por Dunkerton para la empresa en dificultades no prosperaría. Dunkerton, propietaria del 26 % de las acciones de la minorista, había estado negociando la financiación para comprar las acciones restantes de Superdry, y sacar la empresa de la bolsa. La empresa emitió un comunicado por separado en el que afirmaba haber acordado una prórroga de seis meses y un aumento de hasta 20 millones de libras esterlinas (25,3 millones de dólares) en su línea de crédito secundaria con Hilco Capital, lo que permitía a la empresa continuar operando, y que las conversaciones con Dunkerton sobre el futuro de Superdry continuaban. La incertidumbre sobre el futuro de la empresa ha provocado el desplome de las acciones de Superdry en 2024. Las acciones de Superdry comenzaron el año a 33 peniques; en abril, habían caído a 13 peniques, lo que valora la empresa en aproximadamente 12,8 millones de libras.
Para abril de 2024, el precio de las acciones de Superdry se había desplomado y la marca se enfrentaba a un futuro incierto. La empresa dejó de cotizar en la Bolsa de Valores de Londres como parte de un plan para captar capital adicional en julio de 2024.

## Marketing
En principio, Superdry no publicita sus productos de forma extensiva ni involucra a celebridades ni influencers en campañas publicitarias sistemáticas. Sin embargo, el producto más vendido de la compañía, la "chaqueta de cuero Brad", alcanzó un gran éxito de ventas gracias al famoso futbolista David Beckham, quien la lució en 2007.
Los productos de Superdry también suelen incluir ideogramas japoneses decorativos para aumentar el atractivo de la marca. Sin embargo, el texto en japonés se genera mediante un traductor automático y no tiene sentido, según reveló la compañía en 2011.